# Solferino (Italia)

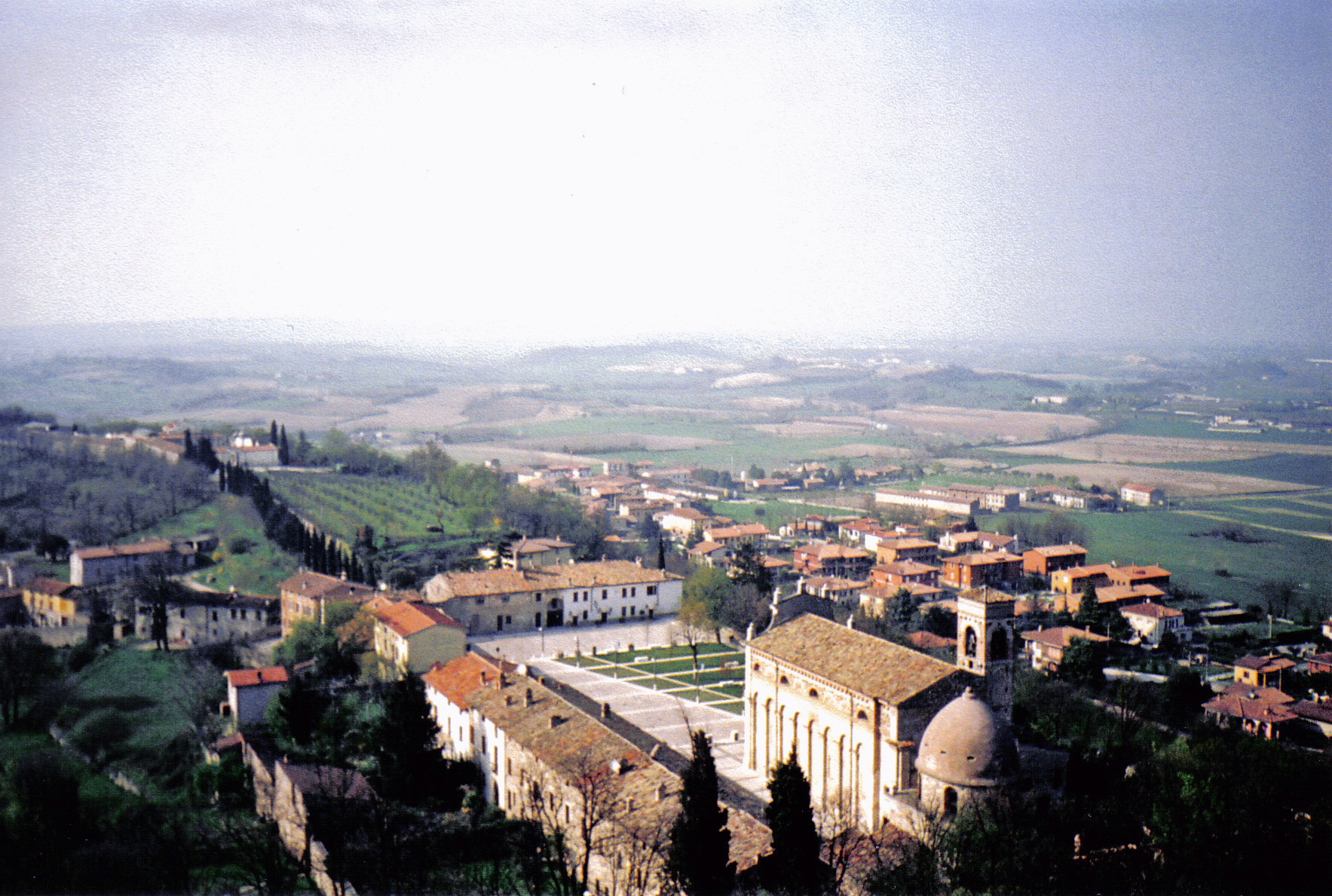
Solferino.

Solferino es un pequeño pueblo en la provincia de Mantua, Lombardía, al norte e Italia, a unos 10 kilómetros al sur del Lago de Garda. Es conocido principalmente por la Batalla de Solferino, que tuvo lugar el 24 de junio de 1859, formó parte de la Segunda Guerra Italiana de la Independencia y terminó con la captura italo-francesa de la Rocca, fortaleza que entonces estaba en manos de los austríacos.  Tiene una población de 2,300 habitantes, aproximadamente.
Del 23 al 28 de junio del 2009, con motivo del 150 Aniversario de esa batalla, varios eventos que reúnen a miles de voluntarios del Movimiento de la Cruz Roja y de la Media Luna Roja de todo el mundo se llevaron a cabo en Solferino, con el nombre de "Celebraciones Solferino 2009".

## Evolución demográfica
| Gráfica de evolución demográfica de Solferino entre 1861 y 2001 |
|                                                                 |
| Fuente ISTAT - elaboración gráfica de Wikipedia                 |